# Isabel Scholz
Isabel Scholz (* 24. Juli 1980 in München) ist eine deutsche Schauspielerin mit italienischen Wurzeln.

## Leben
Als Isabel Scholz zwei Jahre alt war, zog sie mit ihren Eltern nach Mühldorf am Inn. Ihr Vater betreibt dort eine Arztpraxis.
Ihre Kindheit verbrachte Isabel Scholz auf der Klosterschule der Englischen Fräulein in Altötting, auf der sie erste Bühnenerfahrung sammelte.
Sie absolvierte von 2001 bis 2004 eine Schauspielausbildung bei Actors in Motion in München auf der Bühne. Sie spielte erstmals 2004 in dem Kinofilm Am Rande der Nacht sowie in einigen Kurzfilmen und Theateraufführungen wie Kasimir und Karoline und Der Menschenfeind. Weitere Fernsehrollen hatte sie in Kommissarin Lucas, Die Rosenheim-Cops, Der Alte und Die Superbullen.
Von 2014 bis 2015 war sie in der ARD-Vorabendserie Heiter bis tödlich: Monaco 110 zu sehen. Dort spielt sie Gianna Bertuzzi, die Besitzerin eines italienischen Lokals.
Am 18. August 2014 heiratete Isabel Scholz. Gegenwärtig wohnt sie in München-Schwabing.

## Filmografie (Auswahl)
- 2003: Die Rosenheim-Cops
- 2004: Am Rande der Nacht
- 2005: Speer und Er
- 2005: Deutschmänner
- 2005: Alles außer Sex
- 2006: Das Parfum
- 2006: Der Alte
- 2010: Baryllis Baked Beans
- 2011: Blutsschwestern – jung, magisch, tödlich
- 2012: Aktenzeichen XY … ungelöst
- 2013: Kommissarin Lucas – Lovergirl
- 2013: Hammer und Sichl
- 2013: Dahoam is Dahoam
- 2013: Heiter bis tödlich: Hubert und Staller
- 2014: Die Rosenheim-Cops – Ein Fall für Marie Hofer
- 2014: Gefährliche Begegnungen
- 2014 bis 2015: Heiter bis tödlich: Monaco 110
- 2018: Die Rosenheim-Cops – Die Verschwörung der Frauen
- 2018: Hubert und Staller – Puppenmord
- 2018: Oskar – Gehen, wenn’s am schönsten ist

## Theater (Auswahl)
- 2005: Ohio Wieso?!
- 2006: Hexenjagd
- 2007: Was Ihr Wollt
- 2009: Jedermann – THE KING
- 2009: Machtlos
- 2009: Honigmond
- 2010: Verlorene Liebesmüh
- 2010 bis 2011: 39 Stufen von Alfred Hitchcock und John Buchan